# Johann Fillunger
Johann Fillunger (* 22. Oktober 1807 in Schwechat; † 9. Juni 1879 in Wien) war österreichischer Techniker und Statistiker.

## Leben
Fillunger wurde als Sohn des Maurermeisters Johann Fillunger in Schwechat geboren. Nach Studienjahren in Wien und dem absolvierten Militär vollendete er seine polytechnischen Studien 1835 in Wien.
Er wirkte unter anderem am Bau der Badlwandgalerie und der Aspernbrücke mit. Ab Mai 1868 wurde Fullinger Direktor der Kaiser Ferdinands-Nordbahn.
Gemeinsam mit Josefine von Rosthorn hatte er fünf Söhne und drei Töchter. Darunter die Opernsängerin Marie Fillunger, der Ingenieurwissenschaftler Paul Fillunger und der Geologe August Fillunger.

## Werke
- Johann Fillunger: Die erste Kettenbrücke über dem Donaukanal zu Wien für den Eisenbahn-Lokomotivverkehr, Rudolf Lechner, (1861)